# حمامة مرقطة
الحمامة المرقطة (Spilopelia chinensis) هي حمامة صغيرة وطويلة الذيل إلى حد ما وهي طائر متكاثر شائع عبر موطنها الأصلي في شبه القارة الهندية وفي جنوب شرق آسيا.  تم إدخال هذا النوع إلى أجزاء كثيرة من العالم وأصبحت مجموعات وحشية.
تم تضمين هذا النوع سابقًا في جنس Streptopelia مع الحمائم الأخرى ، لكن الدراسات تشير إلى أنها تختلف عن الأعضاء النموذجيين لهذا الجنس.  هذه الحمامة لونها بني برتقالي طويل الذيل مع رقعة سوداء ذات رقعة بيضاء على ظهر وجوانب العنق.  أطراف الذيل بيضاء وأغطية الأجنحة بها بقع برتقالية فاتحة.
انا هناك اختلافات كبيرة في الريش بين السكان ضمن نطاقها الواسع. تم العثور على الأنواع في الغابات الخفيفة والحدائق وكذلك في المناطق الحضرية. يطيرون من الأرض برفرفة متفجرة وينزلقون أحيانًا إلى جثم. وتسمى أيضًا حمامة الجبل ، والحمامة ذات العنق اللؤلؤ ، والحمامة ذات العنق ، والسلاحف المرقطة .

## التصنيف

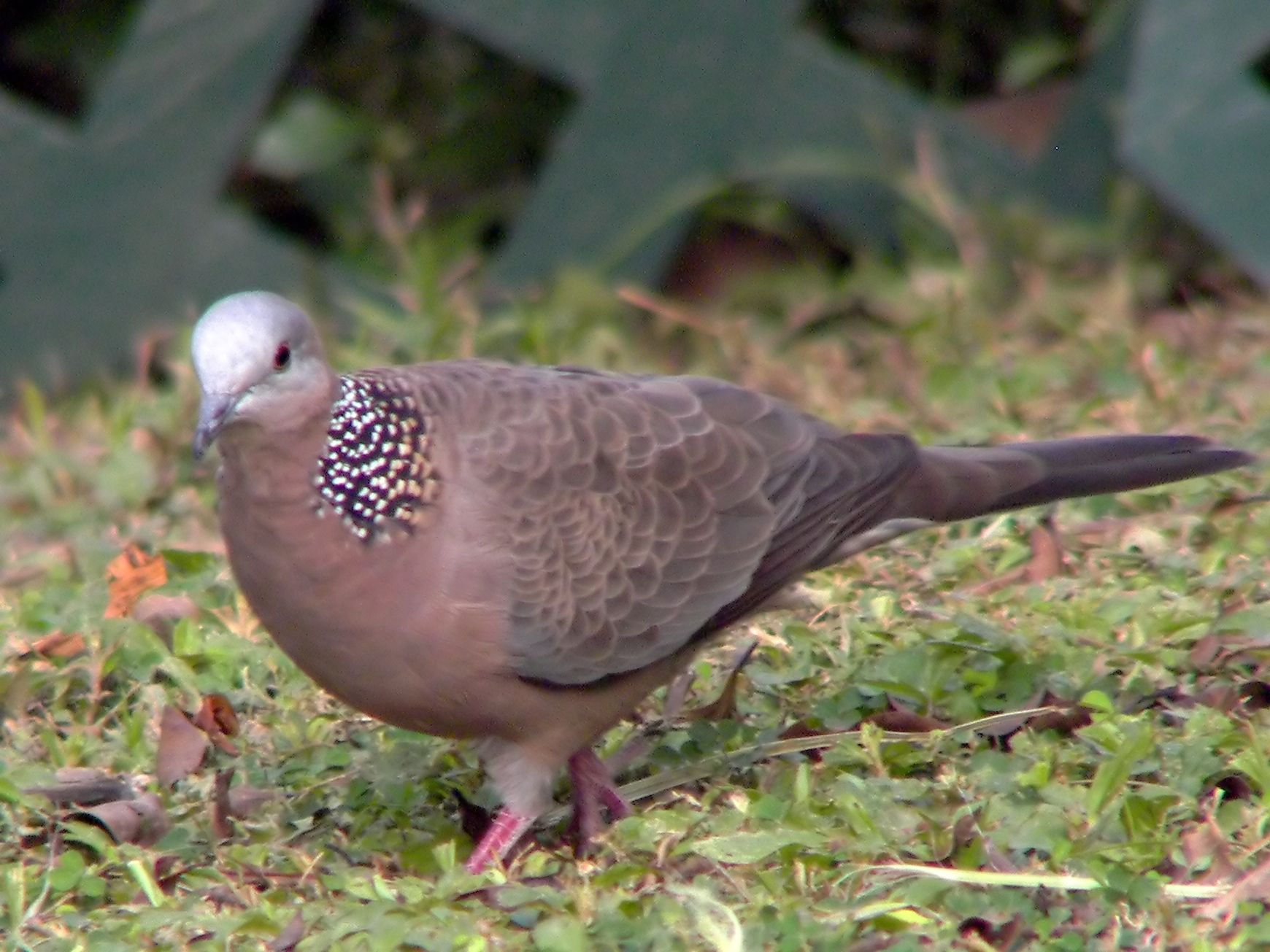
S. ج. تشينينسيس (هونغ كونغ)

تم وصف الحمامة المرقطة رسميًا في عام 1786 من قبل عالم الطبيعة النمساوي جيوفاني أنطونيو سكوبولي وأطلق عليها اسم كولومبا تشينينسيس ذو الحدين. تم تضمين هذا النوع سابقًا في جنس Streptopelia . وجدت دراسة علم الوراثة الجزيئي نُشرت في عام 2001 أن الجنس كان مصابًا بالشلل الوراثي فيما يتعلق بكولومبا . لإنشاء أجناس أحادية الفصيلة ، تم نقل الحمامة المرقطة وكذلك الحمامة الضاحكة ذات الصلة الوثيقة إلى جنس Spilopelia الذي تم إحيائه والذي قدمه عالم الحيوان السويدي كارل سوندفال في عام 1873. كان Sundevall قد حدد Columba tigrina على أنه نوع النوع ، وهو تصنيف يعتبر الآن نوعًا فرعيًا من الحمامة المرقطة.
تم اقتراح العديد من الأنواع الفرعية لتغير حجم الريش والحجم في مجموعات جغرافية مختلفة. استمارة الترشيح من الصين (كانتون) ، والتي هي أيضًا أصل السكان الذين تم إدخالهم في هاواي. تم اعتبار الأنواع الفرعية فورموزا من تايوان مشكوك فيها ولا يمكن تمييزها عن السكان المرشحين. السكان في الهند سوراتنسيس (نوع محلي سورات) وسيلانينسيس من سريلانكا لديهم بقع روفوس أو برتقالية على الظهر. هناك اتجاه لتخفيض الحجم مع كون العينات من جنوب الهند أصغر ، وقد يكون السيلاننسيس مجرد جزء من هذه الفصيلة. يتم رصد أغطية الأجنحة الأصغر والمتوسطة أيضًا عند الطرف باللون البرتقالي. يفتقر هذا الإكتشاف إلى السكان في شمال وشرق الهند ، مثل tigrina ، والتي تختلف أيضًا بشكل كبير في النطق عن الأشكال الهندية. يتم وضع السكان من جزيرة هاينان في الهاينانا . تم اعتبار الآخرين مثل vacillans (= chinensis ) و forresti (= tigrina ) و edwardi (من Chabua = suratensis ) غير صالح.
- S. ج. Suratensis ( Gmelin ، JF ، 1789) - باكستان والهند ونيبال وبوتان
- S. ج. سيلاننسيس ( Reichenbach ، 1851) - سريلانكا (لها أجنحة أقصر من سوراتنسيس [13] )
- S. ج. تيغرينا ( تيمينك ، 1809) - بنغلاديش وشمال شرق الهند عبر الهند الصينية إلى الفلبين وجزر سوندا
- S. ج. تشينينسيس ( سكوبولي ، 1786) - شمال شرق ميانمار إلى وسط وشرق الصين ، تايوان
- S. ج. hainana ( Hartert ، 1910) - هاينان (خارج جنوب شرق الصين)

الأنواع الفرعية S. ج. suratensis و S. c. يختلف سيلاننسيس بشكل كبير عن الأنواع الفرعية الأخرى في كل من الريش والنطق. وقد أدى هذا ببعض علماء الطيور إلى علاج S. c. suratensis كنوع منفصل ، الحمامة المرقطة الغربية.

## وصف
قالب:Infobox birdلون الأرض لهذه الحمامة الطويلة والنحيلة هو برتقالي وردي أسفل التظليل إلى الرمادي على الرأس والبطن. يوجد نصف ياقة على ظهر وجوانب العنق مصنوع من الريش الأسود الذي يتشعب وله بقع بيضاء عند الطرفين. الأغطية المتوسطة لها ريش بني مائل مع بقع حمرة في السلالات الهندية والسريلانكية التي تنقسم عند الحافة بواسطة خط رمح رمادي متسع.

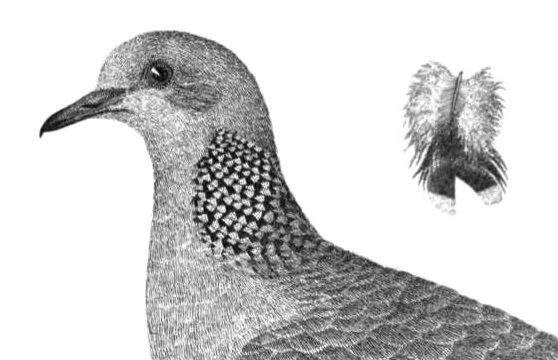
ريش العنق المشقوق

ريش الجناح بني غامق مع حواف رمادية. مركز البطن وفتحة التهوية بيضاء. يميل ريش الذيل الخارجي باللون الأبيض ويصبح مرئيًا عند إقلاع الطائر. الجنسان متشابهان ، لكن الأحداث تكون أضعف من البالغين ولا تكتسب بقع الرقبة حتى تنضج. يتراوح الطول من 28 إلى 32 سم (11.2 إلى 12.8 بوصة).

يمكن أن تحدث ريش غير طبيعي مثل اللوسيزم أحيانًا في البرية.

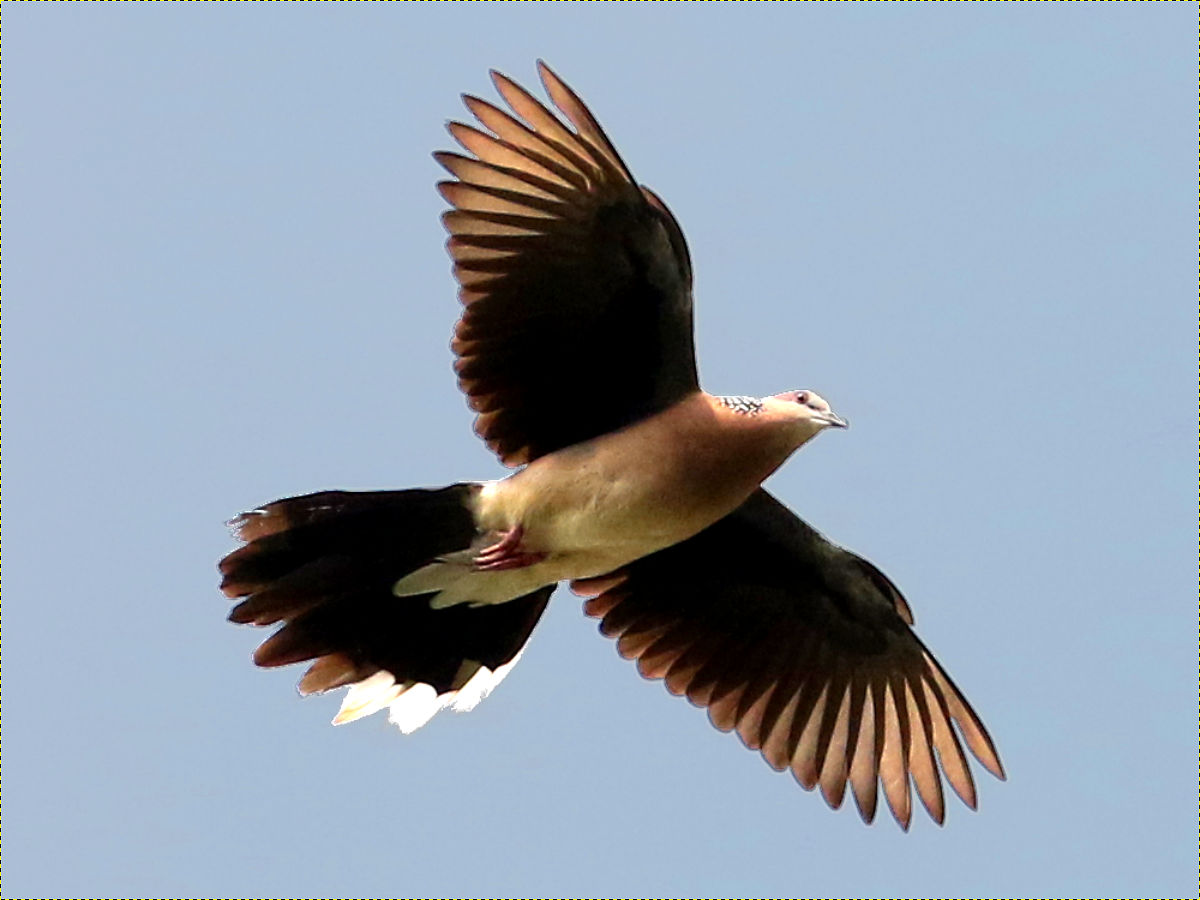
تحلق فوق قصر بانج با-إن  [لغات أخرى]‏ ، تايلاند

## توزيع والسكن
تم العثور على الحمامة المرقطة في موطنها الأصلي في آسيا عبر مجموعة من الموائل بما في ذلك الغابات والفرك والأراضي الزراعية والسكن. تميل إلى أن توجد في الهند في المناطق الرطبة ، حيث ينتشر الحمام الضاحك ( S. senegalensis ) في المناطق الأكثر جفافاً. توجد هذه الحمائم في الغالب على الأرض حيث تتغذى على البذور والحبوب أو في الغطاء النباتي المنخفض.
أصبح هذا النوع مستقرًا في العديد من المناطق خارج نطاقه الأصلي. تشمل هذه المناطق هاواي وجنوب كاليفورنيا موريشيوس  أستراليا  ونيوزيلندا .
في أستراليا ، تم تقديمها في ملبورن في ستينيات القرن التاسع عشر وانتشرت منذ ذلك الحين ، لتحل في كثير من الأحيان محل الحمائم الأصلية. توجد الآن في الشوارع والمتنزهات والحدائق والمناطق الزراعية والدعك الاستوائية في مواقع متنوعة في جنوب وشرق أستراليا من شبه جزيرة آير في جنوب أستراليا إلى كيب يورك في كوينزلاند . يبدو أن السكان الأصليين هم chinensis و tigrina بنسب متفاوتة.

## انا السلوك والبيئة

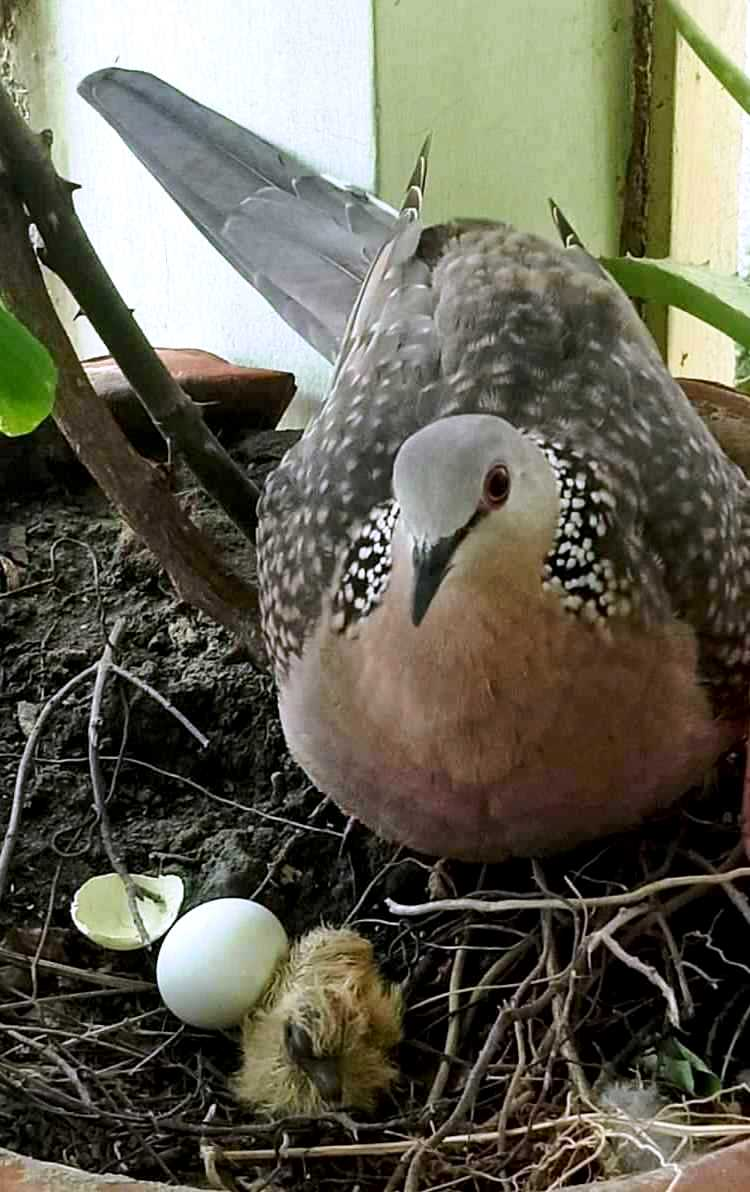
S. ج. suratensis مع فقس وبيض في العش

تتحرك الحمائم المرقطة في أزواج أو مجموعات صغيرة  لأنها تتغذى على الأرض لبذور الحشائش والحبوب والفواكه الساقطة وبذور النباتات الأخرى. ومع ذلك ، قد يأخذون الحشرات من حين لآخر وقد تم تسجيلهم يتغذون على النمل الأبيض المجنح. الرحلة سريعة مع إيقاعات منتظمة ونفض الغبار الحاد في بعض الأحيان للأجنحة. تتضمن رحلة العرض الإقلاع بزاوية شديدة الانحدار مع تصفيق عالي للجناح ثم الانزلاق ببطء مع انتشار الذيل. ينتشر موسم التكاثر في المناطق الدافئة ولكنه يميل إلى أن يكون في الصيف في المناطق المعتدلة. في هاواي ، يتكاثرون على مدار السنة ، كما تفعل الأنواع الثلاثة الأخرى من الحمام. الذكور يسخرون ويقوسون ويقدمون عروض جوية في المغازلة. في جنوب أستراليا ، تتكاثر في الغالب من سبتمبر إلى يناير ، وفي الشمال في الخريف. يعششون بشكل أساسي في الغطاء النباتي المنخفض ، ويبنون كوبًا هشًا من الأغصان توضع فيه بيضتان مائيتان. توضع الأعشاش أحيانًا على الأرض أو على المباني والهياكل الأخرى. يشارك كلا الوالدين في بناء العش واحتضان وإطعام الصغار. يفقس البيض بعد حوالي 13 يومًا وينمو بعد أسبوعين. قد يتم رفع أكثر من حضنة.
تشمل أصوات الحمامة المرقطة الهدوء بهدوء مع Krookruk-krukroo ... kroo kroo kroo مع اختلاف عدد kroos الطرفي بين السكان الهنود وغائب في tigrina و chinensis وغيرهم من السكان في الشرق.
تم توسيع هذا النوع من مداها في أجزاء كثيرة من العالم. قد يرتفع عدد السكان وينخفض بسرعة في بعض الأحيان ، في غضون حوالي خمس سنوات. في الفلبين ، قد يتفوق هذا النوع على Streptopelia bitorquata . إن عادتهم في التدفق في الهواء عند الاضطراب تجعلهم يشكلون خطرًا على المطارات ، وغالبًا ما يصطدمون بالطائرات ويسببون أضرارًا في بعض الأحيان.

## روابط خارجية
- Xeno-canto: التسجيلات الصوتية للحمامة المرقطة
- الصور الفوتوغرافية والوسائط الأخرى على مجموعة الطيور على الإنترنت
- تصنيف الحمام
- صور الحمامة المرقطة (الطفرة المظلمة)